# Fædrelandsvennen
Fædrelandsvennen är en regional dagstidning som ges ut i Kristiansand i Norge. Tidningen täcker merparten av Sydlandet (fylkena Aust-Agder och Vest-Agder). Särskilt fokuseras på området mellan Mandal och Lillesand (väster och öster om Kristiansand). Redaktör är Eivind Ljøstad. Tidningen var den första som rapporterade om att kronprins Haakon Magnus av Norge var tillsammans med Mette-Marit Tjessem Høiby[källa behövs]. 

## Externa sidor
- http://www.fvn.no